# Gerhard Binder (Altphilologe)
Gerhard Binder (* 29. August 1937 in Nürnberg; †  6. März 2023 in Bochum) war ein deutscher Altphilologe und Hochschullehrer.

## Leben
Gerhard Binder studierte Klassische Philologie in Erlangen, wo er 1964 mit der Dissertation Die Aussetzung des Königskindes. Kyros und Romulus promoviert wurde. Seine Habilitation erreichte er 1968 in Köln, wo er 1970 zum außerplanmäßigen Professor und 1971 zum Wissenschaftlichen Rat und Professor ernannt wurde. 1982 wechselte er an die Ruhr-Universität Bochum, wo er bis zu seiner Pensionierung als Professor für Latinistik wirkte.
Binders Forschungsschwerpunkte sind die Kultur-, Religions- und Wirkungsgeschichte der Antike sowie die römische Literatur, besonders die der augusteischen Zeit. Gemeinsam mit Bernd Effe gründete er 1996 die Reihe Bochumer Altertumswissenschaftliches Colloquium (BAC), in der sowohl Sammelbände als auch Monografien erscheinen. Binder verfasste auch zahlreiche Artikel für den Neuen Pauly (DNP), dessen Fachbereich Kulturgeschichte er als Mitherausgeber betreute.